# Lazare Nicolas Marguerite Carnot

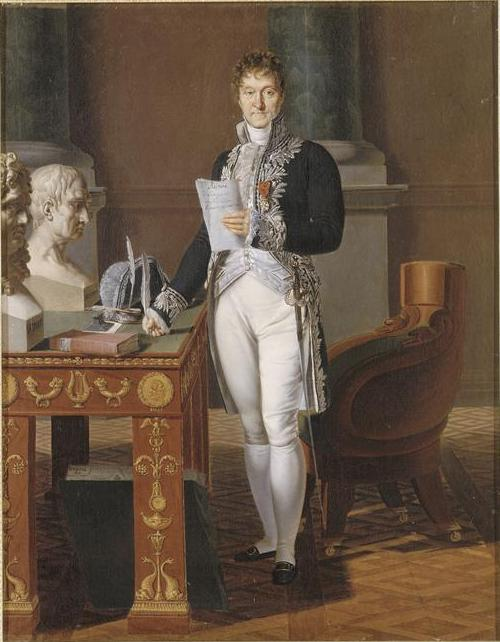
Portret ze zbiorów Wersalu

Lazare Nicolas Marguerite Carnot (ur. 13 maja 1753 w Nolay, zm. 2 sierpnia 1823 w Magdeburgu) – francuski polityk, matematyk i generał pochodzący z rodziny matematyków, fizyków i polityków Carnot. Uczestnik rewolucji francuskiej, hrabia. Nazywany był też Wielkim Carnotem. Z zawodu inżynier wojskowy, który przez znakomite zorganizowanie wojsk republikańskich przyczynił się znacznie do ich zwycięstwa.

## Życiorys
Rozpoczął swą karierę polityczną jako deputowany do Zgromadzenia Prawodawczego, później do Konwentu Narodowego. Jako członek Komitetu Ocalenia Publicznego organizował wojskowość francuską.
Pracując w tej dziedzinie od sierpnia 1793 roku, wystawił 14 armii, oddając Francji wielkie zasługi. Nazwano go organizatorem zwycięstwa. Od 4 listopada 1795 do 5 września 1797 wchodził w skład dyrektoriatu - władzy najwyższej republiki francuskiej.
Zbliżając się poglądami politycznymi do jakobinów, jednocześnie był wrogiem wszelkiego działania przeciw konstytucji, dlatego nie wziął udziału w zamachu w 1797 roku.
Musiał uciekać do Genewy, a następnie do Augsburga przed prześladowaniem politycznym.
Przez Napoleona Bonapartego został mianowany ministrem wojny w 1800 roku. Niebawem jednak wystąpił konflikt między szczerym republikanizmem Carnota, a dążeniami Napoleona. Carnot podał się do dymisji w 1804 roku, a do służby wojskowej powrócił dopiero w 1814 roku, kiedy to dowodził obroną Antwerpii. Przez okres 100 dni w 1815 roku, sprawował urząd ministra spraw wewnętrznych. Po klęsce pod Waterloo skłaniał Napoleona do stawienia dalszego oporu. Po powrocie Burbonów wygnany z Francji, wyjechał do Warszawy, a następnie do Magdeburga, gdzie osiedlił się na stałe. Oficer Legii Honorowej. Pochowany w Panteonie.
Jego dwaj synowie to: Nicolas Léonard Sadi Carnot i Lazare Hippolyte Carnot. Jego wnukiem był 5. prezydent Republiki Francuskiej Sadi Carnot. 

## Dorobek naukowy
W matematyce był jednym z twórców geometrii nowoczesnej. Znane są jego prace dotyczące geometrii rzutowej i analizy matematycznej.
Jego nazwisko pojawiło się na liście 72 nazwisk na wieży Eiffla.